# Pohjois-Pohjanmaa
Pohjois-Pohjanmaa (Zweeds: Norra Österbotten; Nederlands: Noord-Ostrobothnië) is een Finse regio met een oppervlakte van 36.829,93 km² en 415.603 inwoners (2021).

## Gemeenten
Pohjois-Pohjanmaa telt in 2022 de volgende gemeenten
| - Alavieska - Haapajärvi - Haapavesi - Hailuoto - Ii - Kalajoki - Kempele - Kuusamo - Kärsämäki - Liminka | - Lumijoki - Merijärvi - Muhos - Nivala - Oulainen - Oulu - Pudasjärvi - Pyhäjoki - Pyhäjärvi - Pyhäntä | - Raahe - Reisjärvi - Sievi - Siikajoki - Siikalatva - Taivalkoski - Tyrnävä - Utajärvi - Ylivieska |

Åland · Etelä-Pohjanmaa · Etelä-Savo · Kainuu · Kanta-Häme · Keski-Pohjanmaa  · Kymenlaakso · Lapin maakunta · Midden-Finland · Noord-Karelië · Österbotten · Päijät-Häme · Pirkanmaa · Pohjois-Pohjanmaa · Pohjois-Savo · Satakunta · Uusimaa · Zuid-Karelië · Zuidwest-Finland
Alavieska · Haapajärvi · Haapavesi · Hailuoto · Ii · Kalajoki · Kempele · Kuusamo · Kärsämäki · Liminka · Lumijoki · Merijärvi · Muhos · Nivala · Oulainen · Oulu · Pudasjärvi · Pyhäjoki · Pyhäjärvi · Pyhäntä · Raahe · Reisjärvi · Sievi · Siikajoki · Siikalatva · Taivalkoski · Tyrnävä · Utajärvi · Ylivieska
Voormalige gemeenten:
Haukipudas · Kestilä · Kiiminki · Kuivaniemi · Oulujoki · Oulunsalo · Paavola · Pattijoki · Piippola · Pulkkila · Rantsila · Rautio · Revonlahti · Ruukki · Saloinen · Temmes · Vihanti · Yli-Ii · Ylikiiminki